# Leonid Marjagin
Leonid Marjagin (russisk: Леони́д Гео́ргиевич Маря́гин) (født 26. februar 1937 i Moskva i Sovjetunionen, død 17. september 2003 i Moskva i Rusland) var en sovjetisk filminstruktør og manuskriptforfatter.

## Filmografi
- Vas ozjidajet grazjdanka Nikanorova (Вас ожидает гражданка Никанорова, 1978)[1][2]
- 101-j kilometr (101-й километр, 2001)